# Заросляк болівійський
Заросляк болівійський (Atlapetes fulviceps) — вид горобцеподібних птахів родини Passerellidae. Мешкає в Болівії і Аргентині.

## Опис
Довжина птаха становить 15 см. Задня частина голови рудувато-коричнева, обличчя жовте. Нижня частина тіла жовта. На щоках у самиць рудувато-коричневі смужки, у самців чорнуваті смужки. Спина. крила і хвіст темно-оливкові. Груди і боки мають оливковий відтінок.

## Поширення і екологія
Болівійські заросляки поширені в болівійських департаментах Ла-Пас, Кочабамба, Санта-Крус, Чукісака і Тариха, а також в аргентинських провінціях Жужуй, Сальта і Тукуман. Живуть в гірстких тропічних лісах на висоті 1850-3150. Взимку мігрують в долини, де живуть в напіввідкритих місцевостях і невеликих лісових масивах. Живуть парами, харчуються комахами і насінням, шукають їжу в густому підліску.